# Rusa marianna
El sambar filipino (Rusa marianna) es un cérvido endémico de algunas islas de Filipinas en peligro de extinción. Ha sido introducido en las islas Marianas; concretamente, se describió por vez primera un ejemplar de la isla de Guam.
Se reconocen cuatro subespecies:
- Rusa m. marianna de Luzón e islas adyacentes;
- R. m. barandana de Mindoro;
- R. m. nigella de montanos en Mindanao;
- R. m. nigricans las tierras bajas en Mindanao y la isla adyacente de Basilán.

## Galería

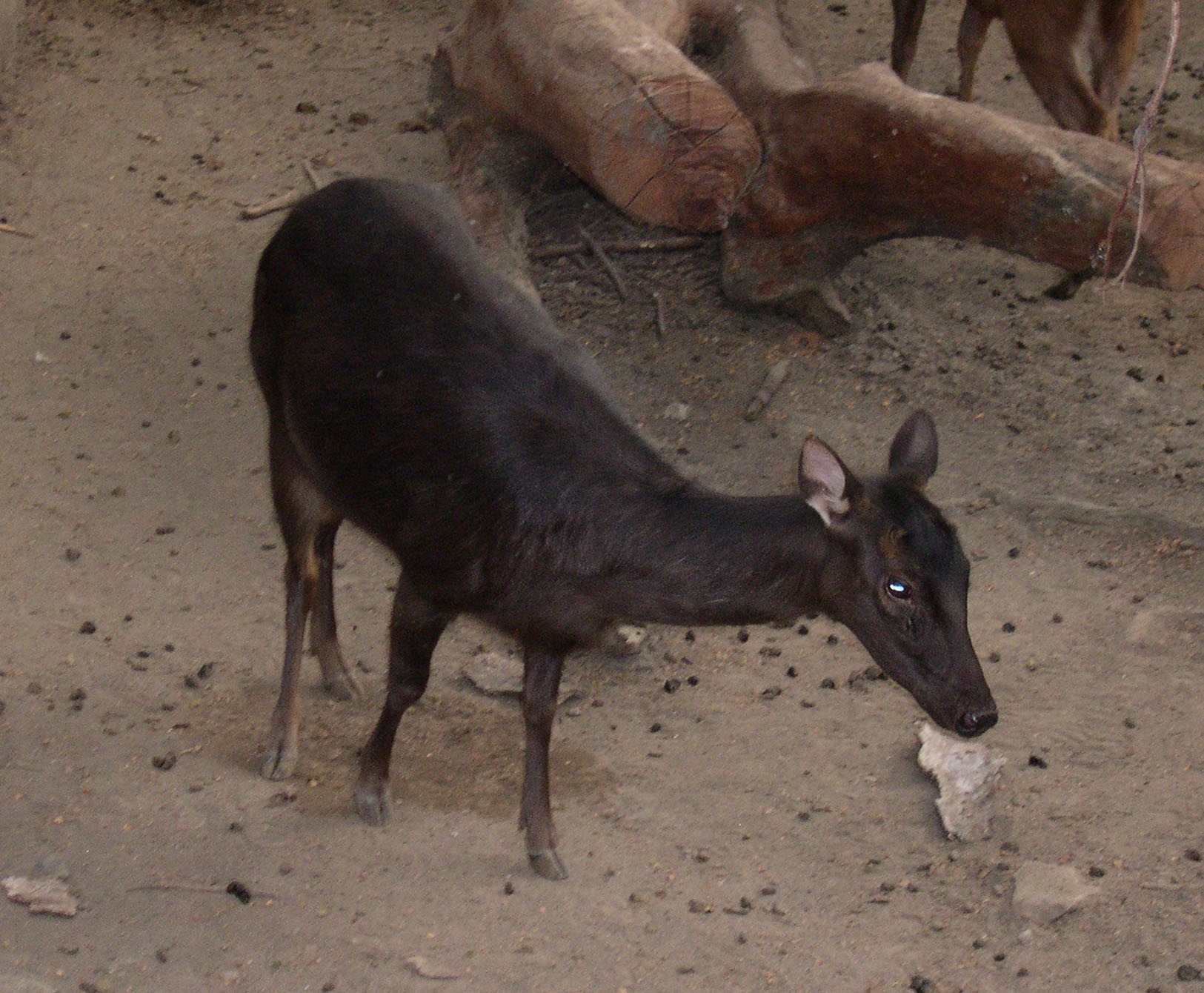
Rusa marianna
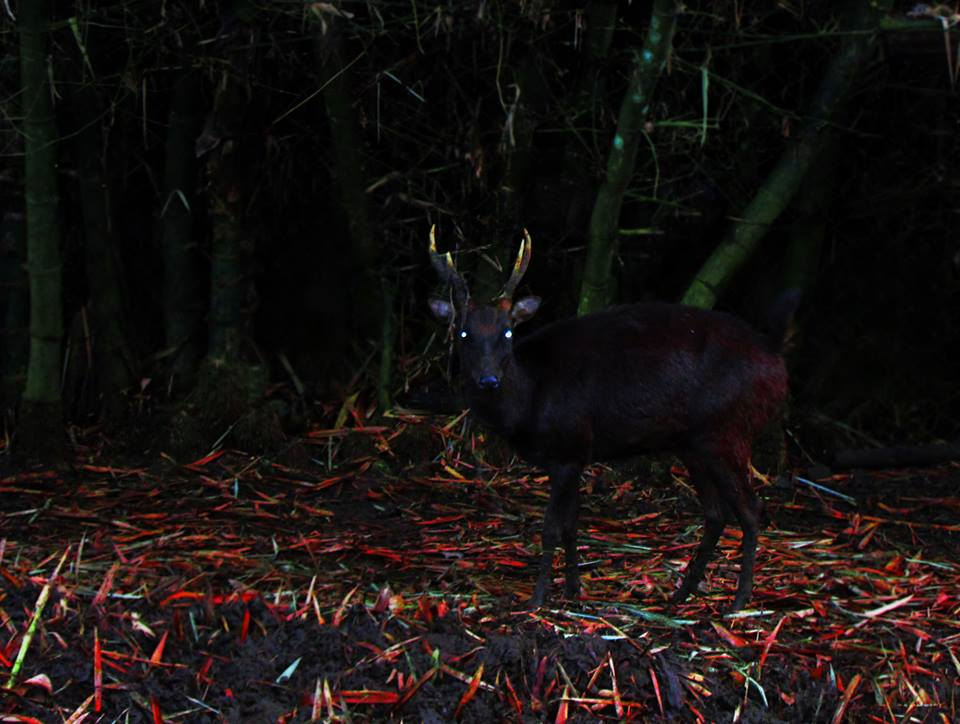
Rusa marianna en Davao en Mindanao.